# Willy Morales
Willy Morales (Santiago del Cile, 6 giugno 1945) è un musicista cileno.

## Biografia

### Studi ed inizio carriera:THE TRAVELLERS, ALAN Y SUS BATES, LOS MAC'S
Dopo avere studiato al Conservatorio di Santiago, inizia come bassista la sua carriera musicale.A un livello oramai professionale, la sua carriera artistica incomincia con il gruppo ALAN Y SUS BATES ma dopo aver composto due dei hits più venduti nel Cile, DIFICIL e NO TENGO DINERO, abandona il complesso e ingresa a Los Mac's.
Nel 1964 entra a far parte del gruppo cileno Los Mac's come compositore, arrangiatore, cantante, tastierista e chitarrista, trasformandolo in uno dei due gruppi referenti del rock psichedelico nazionale.

### Il trasferimento in Italia
La RCA Victor offre un contratto al gruppo, che si trasferisce in Italia nel 1968. Dopo un anno la band si scioglie e tre dei quattro integranti rimpatriano, mentre Willy Morales rimane in Italia collaborando in forma stabile con Gino Paoli come poli-strumentista e compositore. Parallelamente inizia la sua carriera come cantautore.
Nel 1974 scrive Credi che sia facile per Gino Paoli. Sotto l'etichetta Dischi Ricordi incide il suo primo disco come cantautore per il mercato italiano dal titolo Sono nato a Santiago e Mezzogiorno Mezzanotte.
Nel 1977 compone per Mina Señora Melancolía inclusa nel disco Mina con bignè, canzone che diventa un altro successo internazionale, interpretata in Messico da Lisette ed in Cile da Andrea Tessa. Tradotta anche in francese Madame Mélancolie (testo francese di Pierre Delanoë), incisa dallo stesso Morales e in Benelux da Liesbeth List. Paradossalmente l'unica versione in italiano la incide lo stesso Willy Morales (testo italiano di Roby Matano).
Nel 1978 è finalista come compositore al Festival di Benidorm (Spagna) con Ella Era interpretata da Tony Landa.

### Gli anni '80
In ottobre del 1980 vince il programma delle TV private “Arcobaleno ‘80” a Campione d'Italia.
Nello stesso anno scrive per Franco Califano Ma che ci ho incluso nell'album Tac..!.
Nel 1982 ottiene il primo posto al concorso "45 giri dell'Estate" di Radio Monte Carlo, e compete in “Azzurro ‘82” con la canzone  L' ultima notte partecipando nella squadra con Ron, Lucio Dalla e Gianni Morandi. 
Lo stesso anno incide Samba di Spagna '82, inno dei Mondiali di Calcio di Spagna.
Nel 1983 vince il premio "Il Personaggio" della RAI a Torino.
Nel 1984 raggiunge i primi posti in Canada con il brano El amor.
Con la canzone Fantasma (di G. Agate - W.Morales), incisa negli Stati Uniti dal gruppo Tavares e tradotta sotto il nome di "Amanda" arriva il primo successo internazionale (1984), lanciato in seguito nei mercati cinese, brasiliano, francese e italiano (incisa, in totale, in 22 paesi) nelle rispettive lingue.
Partecipa con successo al programma "Premio Regia televisiva" di Daniele Piombi ai Giardini Naxos in Sicilia.
Nel 1985 produce e partecipa a una mini tournée insieme al cantautore Walter Foini e alla ex-cantante dei Ricchi e Poveri, Marina Occhiena. 
Lo stesso '85 arriva ai primi posti nelle classifiche canadesi con la canzone Souvenir.
Posteriormente incide una serie di dischi ottenendo vari successi come Respirandoti con le parole di Mario Guarnera; Consuetudine una bossanova arrangiata dal maestro Francisco Aranda; Abrazame cantata in duo con Sandra Giorgi.
Sotto lo pseudonimo di “Il Loco Willy” registra due pezzi di Lucio Battisti: Respirando e Il Lupo e la Gallina, entrambi destinati al mercato delle discoteche.
Nel 1988 è scelto il pezzo “Abrazame” per la colonna sonora della telenovela “Il segreto di Yolanda” con Verónica Castro.
Nello stesso anno esce in Brasile Lei era, versione italiana di Ella Era e colonna sonora della telenovela  Senhal de Alerta ed i dischi Bambina e Se non te ne andrai, entrambi in versione italiana, mentre in Messico, edito da RCA esce Qué manía, María.
Contemporaneamente in Francia si lancia “Amada mía” interpretato da Sherwin per l'etichetta Barklay.

### Dagli anni '90 in poi
Nel 1990, prima di lasciare l'Italia scrisse per il gruppo italiano “Bravo” la canzone Soy yo.
Con il nuovo secolo si riafferma nei mercati internazionali (olandese, francese, statunitense, etc…) la rilevanza del gruppo “Los Mac's” con le composizioni di Morales, apparendo al posto nº 11 in Olanda con la canzone “El evangelio de la gente sola” ed al nº 15 “Degrees”. L'album Kaleidoscope Men (il terzo composto da Morales ne Los Mac’s con testi di McIver) come il disco trascendente della epoca per il rock cileno da cui prendono spunto vari gruppi emergenti nazionali. Si ri-editano e ri-masterizzano gli antichi LP in versione CD. Morales si ispira a comporre un nuovo album e torna a riunire Los Mac’s per il nuovo CD (El Tiempo Es Lo De Menos) che uscirà il 2010.
Nel 2011 torna in Italia per scrivere i testi in spagnolo del musical "Siddharta" e si esibisce nei vari locali e feste private di Milano, Liguria e Montecarlo. È ancora in attività.